# Адміністративний поділ Кенії
Згідно з Конституцією, Кенія у територіально-адміністративному відношенні поділяється на 47 округів.

## Адміністративний поділ до 2013 року

Провінції Кенії

Територія Кенії до березня 2013 року була поділена на 8 провінцій, які, в свою чергу, поділялись на 71 округ.
| № | Провінція       | Адміністративний центр | Площа, км² | Населення, чол. (2009) | Щільність, чол./км² |
| - | --------------- | ---------------------- | ---------- | ---------------------- | ------------------- |
| 1 | Центральна      | Ньєрі                  | 13 164     | 4 383 743              | 333,01              |
| 2 | Прибережна      | Момбаса                | 82 893     | 3 325 307              | 40,12               |
| 3 | Східна          | Ембу                   | 153 404    | 5 668 123              | 36,95               |
| 4 | Найробі         | Найробі                | 695        | 3 138 369              | 4515,64             |
| 5 | Північно-Східна | Гарісса                | 126 852    | 2 310 757              | 18,22               |
| 6 | Ньянза          | Кісуму                 | 12 613     | 5 442 711              | 431,52              |
| 7 | Рифт-Валлі      | Накуру                 | 183 383    | 10 006 805             | 54,57               |
| 8 | Західна         | Какамега               | 8 309      | 4 334 282              | 521,64              |
|   | Всього          |                        | 581 313    | 38 610 097             | 66,42               |